# Copa del Sol
Copa del Sol (с исп. — «Кубок "Солнца"») — международный футбольный турнир среди команд северо-восточной Европы, проводившийся в 2010—2014 гг. 
Турнир разыгрывался в Испании во время зимней паузы в северо-восточных европейских чемпионатах и был призван подготовить команды к продолжению сезона. Организатором турнира выступала Шведская футбольная ассоциация.
В турнире принимали участие команды из России, с Украины, из Чехии, Польши и Румынии, с 2012 года — Словении и Китая. В 2014 году также участвовали клубы из Молдавии, Латвии и Анголы.

## Место проведения
Турнир проходил в автономном сообществе Мурсия на побережье Средиземного моря. Для игр использовались футбольные поля «La Manga» в окрестностях города Картахена и «Pinatar Arena» в Сан-Хавьере, вмещавшие небольшое число зрителей. Команды, как правило, размещались в курортном комплексе «Ла-Манга Клуб», на территории которого расположен круглогодичный Центр профессионального футбола.

## Регламент
- Турнир проводился по олимпийской системе.
- В турнире принимали участие 16 команд.
- Длительность матча составляла 90 минут. В случае ничьей после 90 минут матча проводилась серия пенальти.
- Игрок, получивший две жёлтых карточки в двух разных матчах, пропускал следующую игру. Игрок, получивший две жёлтых или одну красную карточку в одном матче, удалялся с поля и пропускал следующую игру.
- Дисциплинарный комитет мог наложить на игрока дополнительные санкции.

## Призовой фонд
Призовой фонд турнира составлял 2 млн. шведских крон:
1 место — 600 000 крон;
2 место — 400 000 крон;
3 место — 250 000 крон;
4 место — 200 000 крон;
5 место — 170 000 крон;
6 место — 150 000 крон;
7 место — 130 000 крон;
8 место — 100 000 крон.

## Победители Copa del Sol
- 2010 —  ЦСКА,  Шахтёр 1
- 2011 —  Карпаты
- 2012 —  Спартак
- 2013 —  Шахтёр
- 2014 —  Стрёмсгодсет

1. ↑  Финальный матч был отменён из-за сильного дождя.

## Телевизионные трансляции
- Дания — Canal 9
- Норвегия — TV 2 Sport
- Польша — Orange Sport
- Россия — НТВ-Плюс, Россия-2
- Украина — Футбол
- Швеция — TV4 Sport